# 大路關
大路關，為今日臺灣屏東縣高樹鄉廣福村與廣興村。為客家六堆中之右堆的一部份。廣福村（俗稱河壩）為舊大路關，廣興村（俗稱坪頂）為新大路關，兩村中隔沙卡蘭溪（口社溪），東與三地門鄉口社村及賽嘉村相鄰，西與同鄉南華村相接，南與鹽埔鄉相鄰，北與同鄉泰山村相鄰。此地是以大路關石獅公而知名的客家聚落，以鍾姓為大姓。

## 歷史

### 大路關社
荷治時期的文獻曾出現過 Taraquan，為位於東邊大武山一帶山區的番社。該番社的譯音與「大路關」相似，故「大路關」此一地名應是 Taraquan 番社之譯名:15。1636 年的記載，顯示原居於內山的大路關社人已經遷徙至大武壠地區和大武壠社族人住在一起:16。 後來此地可能為大澤機社的勢力範圍。

### 客家人開墾
根據廣福村內順天宮之石碑的紀載，乾隆二年（1737年），建村廣福。此外，乾隆二十九年（1764年）的輿圖出現了廣福庄之名。原籍廣東省梅縣及蕉嶺兩地的客籍居民，自武洛（位於今里港鄉）來此開墾。乾隆四十二年（1777年），因位於族群衝突前線，此地設大路關隘。咸豐三年（1853年），因林恭事件之餘波，與鹽埔高朗朗（今鹽埔鄉高朗村）及發生嚴重衝突，高朗朗人以番仔寮（位於今長治鄉）的陳琴為首，聯合邀集各閩庄壯丁，並與平埔族人合作，包圍大路關，是為大路關「七十二閩庄圍庄」事件，事件過後建造大路關恩公廟紀念在戰爭中身亡的六堆客家人。古大路關庄中心位置約為現今口社溪河床中，咸豐七年（1857年），口社溪洪水氾濫造成古大路關庄分庄，其中一部分居民移居河岸北側稱舊大路關（今廣福村）；另由鍾思朗（或作鍾恩郎）率領十三戶人家移居河岸南側稱新大路關（今廣興村），又名坪頂，蓋其地多丘陵，中有一低平小山。清同治十三年（1874年），清朝政府為了開山撫番而開鑿「南路」，由加蚋埔啟工，經由大路關、口社、德文社，經過中央山脈主脊上的知本主山北鞍、八迪池（小鬼湖），東下知本溫泉。而舊大路關便是南路的起點，而路之開鑿並不順利，據說開鑿至德文社就遭遇原住民的抗拒，不得已只好放棄，改由來義入山。
昭和9年（1934）以及民國41年（1952）之兩次水打莊紀錄，皆促使舊大路關的人移往新大路關，另有部分往北遷至靠近泰山村處，今日稱之上廣福。

### 二次遷徙
昭和四年（1929），日本人徵收舊大路關部分土地築堤，居民曾阿得等十一戶遂移往阿拔泉庄開墾，以故居為名，即今日建興村大路關寮。
昭和十八年（1943），因日本政府為整治溪流，將隘寮溪改道與口社溪整併，其中改道路線造成新大路關許多農田流失，並且因此切斷與鹽埔鄉振興、高朗村之往來，在日本政府的安排下，新大路關五十八戶，其中近半數為鍾姓，入墾內埔鄉舊杜君英庄:64。 因時為太平洋戰爭皇民化時期，故取日本名「大和」。
隔年，昭和十九年（1944年），新大路關庄十八戶人家遷徙至現今內埔鄉竹圍村新隘寮四十份庄之大路關寮，本稱仲地寮，因西邊溪埔地有日本人名仲地者在此種植香蕉。而大和庄受盟機轟炸厲害幾乎全莊受害，致全莊人大部分遷回大路關至戰後後再度遷來仲地寮耕種，形成大路關寮:68。
八壽埤，早先疑為「八字坡」，為今竹圍村內埔工業區內閩、客、平埔合居之小聚落。據學者田野調查，新大路關移民約於戰後民國40年間陸續遷徙至此:72。
以上數地客籍移民時至今日仍會說大路關腔客語，並在清明祭祖時期，返回高樹大路關祭祖:73-74。

### 戰後
舊大路關於日治時代先屬阿猴廳港西中里大路關庄，後隸屬於屏東郡鹽埔庄大路關大字，光復後改名為關福村，民國 39 年改隸高樹鄉。爾後村民認為關福二字不吉利，遂於民國 72 年再改名為廣福村，取其廣大福氣之義。而新大路關光復後改名為廣興村，取其廣大興盛之義，民國 39 年改隸高樹鄉。據2022年7月份的資料，大路關的人口大概剩2,370人。

## 聚落
- 廣興
- 廣福
- 上廣福

## 族群
1926年的普查統計中，屏東郡鹽埔庄，6,400人籍貫為福建、2,100 人為廣東。（以移民時清朝及明朝的區域劃分福建省及廣東省。）
| 省份／居民（百人） | 福建 64 | 福建 64 | 福建 64 | 福建 64 | 福建 64 | 福建 64 | 福建 64 | 福建 64 | 福建 64 | 廣東 21 | 廣東 21 | 廣東 21 | 其他 -- |
| ------------------ | ------- | ------- | ------- | ------- | ------- | ------- | ------- | ------- | ------- | ------- | ------- | ------- | ------- |
| 州府／居民（百人） | 泉州 19 | 泉州 19 | 泉州 19 | 漳州 20 | 汀州 -- | 龍巖 9  | 福州 8  | 興化 3  | 永春 5  | 潮州 15 | 嘉應 4  | 惠州 2  | 其他 -- |
| 地區／居民（百人） | 安溪 9  | 同安 10 | 三邑 -- | 漳州 20 | 汀州 -- | 龍巖 9  | 福州 8  | 興化 3  | 永春 5  | 潮州 15 | 嘉應 4  | 惠州 2  | 其他 -- |
| 占比               | 10.6%   | 11.8%   | --      | 23.5%   | --      | 10.6%   | 9.4%    | 3.5%    | 5.9%    | 17.6%   | 4.7%    | 2.4%    | 100%    |

不論民間或學界普遍認為大路關之客籍居民來自於廣東省嘉應州，多為梅縣及蕉嶺兩地，大多數流傳的族譜、田野調查也支持此項論點。惟1926年日本政府調查，鹽埔庄僅有四百人來自於嘉應州，其餘多為臺灣潮州人。其時大路關約有一千五百人左右人口，造成數據與認知的落差。在嘉應直隸州設立之前（1733年），鎮平縣（今蕉嶺）、程鄉縣（今梅縣）確實隸屬於潮州府，是否日本政府之籍貫調查有所疏失，此一疑竇有待學者進一步釐清。

## 名勝景點
- 鍾理和故居：位於廣興村中正路110號，鍾理和故居為典型的客家合院(客語稱為夥房)建築。誕生於高樹大路關的鍾理和，是50年代台灣文學界的靈魂人物，一生致力於台灣文學的創作，也是臺灣後殖民時期的文學先鋒軍，其作品為臺灣文化重要資產之一，近年來已然成為研究新文學的熱門素材，成為南臺灣六堆客家之光。鍾理和故居古樸的紅磚院落，於西元1910年所建，雙橫屋的格局，是當時富家宅院的標記；一尺立方的大紅磚砌起前院的圍牆，橫屋間的側門則是文雅的燕尾起翹，亦可見鍾家乃兼具文才與錢財之家。若留神細看，會發現門邊散落著些許大小約30公分見方、15公分高的磚塊，這並非年久失修，而是後代整理故居所遺留，特地留念而不予丟棄。這些磚塊與台灣各處的紅磚建材並不相同，原來是鍾家在物資缺乏的年代，為興建此座宅院，特別以當地現有材土燒製而成；現於大門內面的磚柱仍可以看見這些紅磚的砌景原貌。
- 廣興三山國王廟：位於廣興村中正路19號，為廣興村信仰中心，三山國王為大路關庄最早奉祀的主要神祇，亦為古大路關庄廟，相傳清咸豐三年(西元1853年)大路關遭受附近閩庄及平埔族人包圍並斷其水源，三山國王之神蹟曾助村民獲得水源以解除斷水之危。清咸豐七年(西元1857年)武洛溪水氾濫造成大路關分庄，舊廟也因此被洪水摧毀，三山國王之神像亦隨著分庄而遷移至新大路關庄且隱身於私人家中祭拜，至日治時期由於受日本政府皇民化運動的影響，禁止村民祭拜神明，當時國王神像便在村民鄭圍海家中供奉，為了躲避日本警察的查緝，其便將國王神像以麵粉袋包裏起來吊於家中伙房之樑上，偷偷祭拜。其後國王之神像又歷經村民楊假黎家中、邱家伙房，最後約於民國五十年代轉移至當時村長鍾佐賢家中。民國五十八年(西元1969年)由徐秀發、鍾壽有發起蓋廟，並向李增星、李連生兄弟購買現國王廟用地，於民國65年(西元1976年)竣工落成，至今大路關地區也流傳著許多三山國王在清朝年間顯神蹟的故事。廟內之鎮殿王爺(三山國王、溫府千歲、吳府千歲)為在新大路關(廣興村)建廟之初，開廟門時開光安座，其廟內之開基三山國王與溫、吳府王爺金身位於鎮殿金身前方。近年廟方表示三山國王廟因廟體現況已老舊不堪甚至會漏雨，且神轎因活動中心建成後的現況已無安置之所，因此不得不推動三山國王廟改建計畫。
- 廣興壇：位於廣興村中正路36號，當地居民又稱為觀音廟、觀音壇；主神為觀音佛祖，也供奉媽祖、三山國王。在廣興壇尚未建廟以及大路關尚未分庄前，觀音佛祖便在該地受大路關人崇敬；信眾會請示觀音佛祖予信眾開藥籤供服用，因所開的藥籤非常靈驗，因此後來也有外地的河洛人及原住民來到廟內請示觀音，也有原住民與當地客家人因為觀音佛祖而通婚，而外地宮廟人士或乩童也會指示信徒到廣興壇問事與藥籤，因此香火鼎盛，直到民國70年代末終止，後來也因為廣興壇觀音佛祖的信仰結合了附近的族群，廣興壇也被稱為大路關的「和平中心」；廣興壇建於民國58年(西元1969年)，由於當時村內眾多人家中信奉觀音佛祖，因此於該地建廟恭拜；廣興壇於民國108年(西元2019年)重修為現今樣貌。
- 大路關恩公廟：位於廣興村的義民廟，祭祀在西元1853年在此地因閩客械鬥而身亡的六堆客家人。清咸豐三年(西元1853年)，當時大路關(今高樹鄉廣褔村、廣興村)因發生蝗害、盜匪打劫，必須長途跋涉至上庄（今美濃區、高樹鄉），及下庄(今內埔鄉、萬巒鄉)一帶取秧。往下庄的大路關人路過高朗朗(今鹽埔鄉高朗村)時遭到盜匪襲擊，一名啞女被拘，遂引起大路關糾眾攻打高朗朗，事態擴大。農曆九月二十一日，高朗朗人以番仔寮的陳琴為首，邀集各庄壯丁，包圍大路關，閩客大戰。被圍第四日，大路關派楊快盛乘夜到美濃求救、邱來楊赴萬巒告急。當時美濃人正忙於農事，據報後即以劉山蠻二為首，與林錦祥帶頭的萬巒人聯手前往大路關。農曆九月二十八日丑時(清晨兩點)，由林錦祥指揮堆勇，夜襲敵營。黎明時援軍攻擊大路關北方的加蚋埔敵壘，被圍的大路關人也打開柵門內外合攻，終於解救大路關。這次爭戰，美濃萬巒援軍戰死者，以劉山蠻二及朱阿六為首共二十八人，大路關村民戰死者五人，共計三十三人。事後大路關民眾建廟紀念，由大路關庄鍾阿丁之祖父為建廟主事。原先建於廣興村廣興壇後方，後因風水問題，民國38年(西元1949年)遷移到今址，並於民國87年(西元1998年)動土改建，民國89年(西元2000千禧年)竣工落成為現今樣貌。
- 大路關石獅公：大路關(今高樹鄉廣興村、廣福村)境內有三座知名的石獅，分別稱為「獅老大」、「獅老二」、「獅老三」，其信仰源於先民到該地開墾，作為鎮風止煞與祈求豐收之用。該些石獅建造過程呈現大路關的開拓史，亦當地廣興、廣福兩村的特殊信仰。其信仰為屏東縣無形文化資產，與於2008年11月12日納入中華民國民俗及有關文物加以保護。在莊民的信仰中，石獅公具有鎮風、止煞、擋雨的神力，以農曆二月廿九為石獅公誕辰。還有傳說石獅曾顯靈警示、阻擋水災等，如八八水災期間，莎卡蘭溪(口社溪)大氾濫讓大路關堤防破堤，水流卻在河岸半倒屋旁邊轉一大圈，又退回原來河道，村民們相信是石獅公護佑平安。
- 廣福順天宮：位於廣福村廣福路30號，為廣福村信仰中心，是大路關地區的媽祖廟，主神為媽祖，傳說媽祖的金身來自北港媽祖廟的第三尊媽祖，而這座媽祖金身之所以會落居本村，相傳早期這尊神像被燕巢角宿迎請去保佑該村居民平安，後來又被里港打鐵村居民迎請去，在迎請的途中神像不慎掉落至牛車車輪之下，剛好廣福村的村民路過就將神像迎回家裏。故媽祖金身起初是在村民家中奉祀，順天宮始建於清光緒二年(西元1876年)，規模為屋二間，此時期媽祖信仰已成為舊大路關庄之主要祭祠圈。到了日治初期媽祖宮的業主所有權便已正式登錄於土地臺帳之上，到了日治末期，本村的媽祖信仰似乎受到日本總督實施皇民化運動及戰亂的影響，遭受打壓而媽祖神像被迫隱藏於村民鍾斗生的土角厝家中以二塊壁磚隱藏在牆壁中，光復後經乩童起乩指示，媽祖落難已過，將重行視事，便迎媽祖入廟奉祀。後因廟宇陳舊破損，乃於民國五十八年(西元1969年)重建，翌年竣工。鎮殿之二尺二媽祖金身於民國110年國曆9月18日開光安座。順天宮因廟宇年久失修，且有漏水情況，於民國113年發起募款重修，並於民國114年國曆5月28日進行出火儀式移駕至活動中心內臨時行宮進行整修工程，國曆5月30日進行動土科儀。
- 橋本九八氏頌德碑
- 大路觀主題樂園 & 樂園酒店
- 山湖觀高爾夫球場

## 文化慶典活動
- 大路關細妹過年：大路關地區傳統在農曆正月十五日元宵節這一天有特殊的「細妹過年」習俗，男人們為了體貼終年辛勞、甚至春節期間還必須操持家務的婦女，在元宵節包小紅包慰勞，也讓婦人當天不用下田工作；近十年來，地方人士與團體自主發起「細妹過年」(細妹為客語，意指女孩)活動，延續傳統生活文化，邀請女孩們提燈上街慶元宵，因為疫情一度中斷兩年，在民國112年擴大舉行，由高雄市右堆愛鄉文教基金會、屏東縣高樹鄉大路關文化傳承協會主辦，從當天下午1點起至晚間8點，在廣福村石獅公公園登場，該年以嘉年華概念打造主會場，安排傳統的提燈踩街、變裝選美大賽、押寶博弈、特色市集、闖關遊戲、猜燈謎、美食品嚐等，還有手工小提燈、「大路關細妹過年」胸章等贈送來賓，還有輕航機飛越會場上空向女性們賀節，吸引鄉親前來參加，相當熱鬧，以慶祝這個元宵獨特的客家女兒節。
- 大路關四孤搶粄：於每年農曆七月十五日在廣福村順天宮舉行，為全國唯一的中元節四孤搶粄活動。
- 大路關恩公廟文化祭：訂於每年農曆九月二十八日在廣興村恩公廟舉行。
- 廣興村三山國王廟徒步進香遶境活動：由廣興村三山國王廟主辦的徒步進香遶境活動，慶典為廣興村三山國王與廣興壇之觀音佛祖聖誕祝壽，主要慶典日期在清明連假舉行，方便鄉親回鄉參與，每三年或每五年一科(以三山國王聖誕農曆二月二十五日為準)，民國96年以前凡遶境年皆為三山國王廟與廣興壇觀音佛祖一同前往九如三山國王廟與大崗山超峰寺進香(非遶境年則未合辦)，民國96年廣興壇觀音佛祖、媽祖配合三山國王徒步進香活動另擇期前往大崗山超峰寺、角宿天后宮進香，廣興村三山國王廟改以徒步前往九如祖廟九塊厝三山國王廟進香活動方式，隔日舉行遶境慶典活動，徒步進香活動途經高樹鄉(廣福村、南華村)、鹽埔鄉(鹽埔市區、新圍、彭厝、洛陽等地)、九如鄉(東寧村及九如市區)，是大路關地區知名的徒步進香活動。該慶典活動於民國110、111年，廣興三山國王廟管理委員會前後都曾召開委員會與信徒大會討論是否舉行，後因新冠肺炎疫情影響，全村開會決定取消大型遶境活動。近年又因三山國王廟重建呼聲高，因此三山國王遶境活動將可能停辦以節省經費，以先改建三山國王廟為主。

| 慶典年份 (西元年) | 日期                                            |
| ----------------- | ----------------------------------------------- |
| 民國96年 (2007)   | 國曆4月6—7日(農曆二月十九—二十日) 星期五—六     |
| 民國99年 (2010)   | 國曆4月3—4日(農曆二月十九—二十日) 星期六—日     |
| 民國105年 (2016)  | 國曆4月2—3日(農曆二月二十五—二十六日) 星期六—日 |

- 廣福村順天宮進香遶境活動：廣福順天宮媽祖及觀音佛祖的進香遶境活動，為每三年(或四年)一科前往北港朝天宮、角宿天后宮、大崗山超峰寺進香，隔日舉行廟會遶境慶典，通常於清明連假舉行，方便鄉親回鄉參與。

| 慶典年份 (西元年) | 日期                                              |
| ----------------- | ------------------------------------------------- |
| 民國97年 (2008)   | 國曆4月5—6日(農曆二月二十九—三月初一日) 星期六—日 |
| 民國101年 (2012)  | 國曆4月7—8日(農曆三月十七—十八日) 星期六—日       |
| 民國104年 (2015)  | 國曆4月4—5日(農曆二月十六—十七日) 星期六—日       |
| 民國108年 (2019)  | 國曆4月5—6日(農曆三月初一—初二日) 星期五—六       |
| 民國111年 (2022)  | 國曆4月2—3日(農曆三月初二—初三日) 星期六—日       |